# Chaozhou
Chaozhou, tidigare känt som Teochew eller Chiuchow, är en stad på prefekturnivå i östra delen av provinsen Guangdong i södra Kina. Den ligger omkring 370 kilometer öster om provinshuvudstaden Guangzhou. Befolkningen uppgår till strax över 2,5 miljoner invånare. Centrala Chaozhou hade lite mer än 300 000 invånare vid folkräkningen 2000 och är beläget vid floden Han.

## Administrativ indelning
Chaozhou är indelat i två stadsdistrikt samt ett härad:
| Chaozhou                  | Chaozhou  | Chaozhou  | Chaozhou     | Chaozhou          | Chaozhou  | Chaozhou                      |
| ------------------------- | --------- | --------- | ------------ | ----------------- | --------- | ----------------------------- |
| Xiangqiao Chao'an Raoping |           |           |              |                   |           |                               |
| Nr                        | Namn      | Kinesiska | Pinyin       | Befolkning (2020) | Yta (km²) | Befolknings- täthet (inv/km²) |
| Stadsdistrikt             |           |           |              |                   |           |                               |
| 1                         | Xiangqiao | 湘桥区    | Xiāngqiáo qū | 575 595           | 330       | 1 744                         |
| 2                         | Chao'an   | 潮安区    | Cháo'ān qū   | 1 175 150         | 1 084     | 816                           |
| Härad                     |           |           |              |                   |           |                               |
| 3                         | Raoping   | 饶平县    | Ràopíng xiàn | 817 442           | 1 732     | 472                           |

Större orter under Chaozhous administration är Anbu, Caitang, Fengxi och Huanggang.

## Klimat
Genomsnittlig årsnederbörd är 1 665 millimeter. Den regnigaste månaden är maj, med i genomsnitt 333 mm nederbörd, och den torraste är oktober, med 13 mm nederbörd.